# Bistum Caazapá
Das Bistum Caazapá (lat.: Dioecesis Caazapensis, span.: Diócesis de Caazapá) ist eine in Paraguay gelegene römisch-katholische Diözese mit Sitz in Caazapá.

## Geschichte
Das Bistum Caazapá wurde am 22. März 2025 durch Papst Franziskus aus Gebietsabtretungen des Bistums Villarrica del Espíritu Santo errichtet und dem Erzbistum Asunción als Suffraganbistum unterstellt. Zum ersten Bischof wurde Marcelo Benítez Martínez OFM ernannt. Kathedrale des neuen Bistums wurde die Kirche San Pablo in Caazapá.